# バルカン戦線 (第二次世界大戦)
第二次世界大戦におけるバルカン半島の戦いは、（英語: Balkans Campaign (World War II)、1940年10月28日 -1941年5月29日）中にバルカン半島の制圧を巡って戦われた、枢軸軍と連合軍の戦い。

## 戦いの背景
第一次世界大戦の結果、それまでバルカン半島に大きな影響を与えていたオーストリア＝ハンガリー帝国とオスマン帝国、ロシア帝国が崩壊し、ユーゴスラビア王国が変わって台頭するなど、バルカン半島の政治情勢は大きな変化を見せ始めた。
一方でイタリア王国は、「未回収のイタリア」の奪還要求とともにファシズム勢力が台頭し、ユーゴスラビアやアルバニア、ギリシャ王国とたびたび紛争を起こしていた（コルフ島事件）。また第一次世界大戦で敗北し、領土を喪失していたブルガリア王国やハンガリー王国も失地奪回の期をうかがっていた。
ユーゴスラビア王国はルーマニア王国・チェコスロバキアと小協商を形成し、フランスを後ろ盾にイタリアやソビエト連邦と対抗しようとしたが、宥和政策に傾いたフランスの東欧への影響力は次第に低下し始めた。またユーゴスラビアやギリシャ王国・ルーマニア王国はいずれも政情不安定であり、軍事侵攻に十分対応できるとは思われていなかった。
1939年4月、イタリアのアルバニア侵攻によってアルバニアはイタリアの傀儡国となり、バルカン諸国にも緊張が走った。イギリスはギリシャとルーマニアに安全保障を行ってこの動きを牽制しようとしたが、9月にはナチス・ドイツのポーランド侵攻によって第二次世界大戦が始まった。
イギリスはバルカン情勢に介入しないことで、イタリアを中立国のままにしておく政策をとった。しかしドイツとイタリアは第二次ウィーン裁定によってハンガリー・ブルガリア・ルーマニアを影響下に置いた。1940年にイタリアはイギリスとフランスに宣戦布告し、地中海とアフリカで英仏と戦うことになった。地中海の要衝であるギリシャの存在感はさらに高まったが、イギリスの防衛構想の中心はエジプト王国におかれていた。

## 戦いの経過

### イタリアのギリシャ侵攻
1940年10月28日イタリアは、ギリシャが中立違反をしており、イタリアと戦おうとしていると通告した。ギリシャはこれを事実上の宣戦布告と受け取ったが、実際同日にイタリアのギリシャ侵攻が開始された。ギリシャはアルバニアまで逆侵攻する奮戦をみせた。さらにドイツ軍の南下をおそれたイギリスが1941年3月から本格介入を行ったが、その作戦方針は防衛中心のものだった。

### ブルガリア進駐

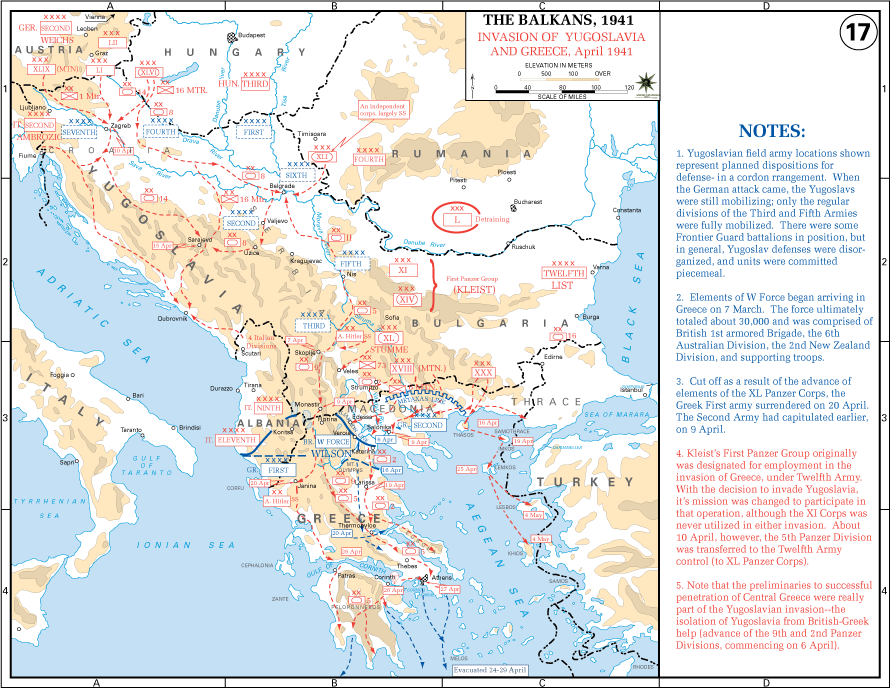
1941年4月の枢軸軍の進撃

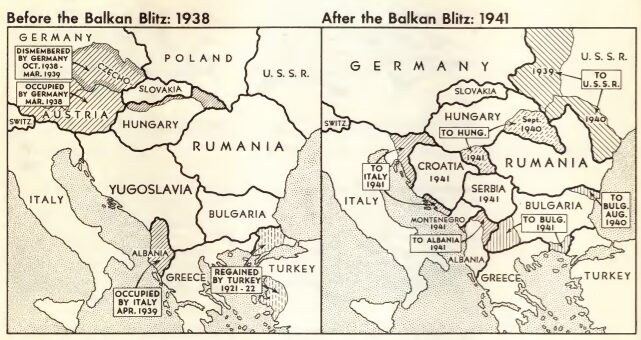
1938年から1941年までのバルカン半島の変遷

ソ連のブルガリアでの行動を警戒していたドイツは、1941年3月1日ルーマニアからブルガリア首都ソフィアに武力進駐し、三国同盟に参加させた。

### ユーゴスラビア侵攻
バルバロッサ作戦を控えていたドイツはイタリアのバルカン政策を容認しつつ、自らは外交的圧力によるバルカン支配を進めていった。しかしユーゴスラビアが一度は枢軸国入りを果たしたものの、親英的であった軍のクーデターにより親独政権が打倒され、同盟を破棄してしまう。バルカンの不安定化により、遠征の際に後方を脅かされかねない状況下に追い込まれたドイツは、バルバロッサ作戦を延期してバルカンへ軍事介入を行う事を決断する。その際、セルビア主導の国家運営に反発していたカトリック教徒の多いクロアチアが枢軸国側に寝返っている。
ユーゴスラビアはソ連に支援を求めたが拒否され、首都ベオグラードがドイツ空軍の爆撃を受け、14日には降伏した。以後、山岳部でチトーがゲリラ戦を挑み対独抵抗を継続した。
占領後の統治はクロアチア主導で行われ、秘密警察を設置、反政府セルビア人を弾圧した。これは、20世紀末のユーゴスラビア紛争でセルビアのクロアチア・ボスニア・ヘルツェゴビナでの「民族浄化」の名を借りた民族虐殺の遠因となった。

### ギリシャ侵攻
ユーゴスラビアを下したドイツ軍は4月10日、そのままギリシャ本土とエーゲ海島嶼部へ軍を進めた（いわゆる「マリタ作戦」）。北アフリカから輸送船団を送り込み、挟撃されたイギリス軍とギリシャ軍は総崩れとなり、4月27日首都アテネが陥落、4月30日にはペロポネソス半島から戦車など重機材を遺棄してクレタ島へ撤退、ギリシャ本土はドイツ・イタリア両軍の共同統治下に置かれた（ピンドス公国・マケドニア公国）。また、東マケドニア地方はギリシャから分割され、ブルガリアの領有となった。

### クレタ島の戦い
クレタ島の制圧は、枢軸国は空母を持たないイタリア艦隊頼みで、空母を保有するイギリス艦隊が有利であり、難航した。5月20日、クレタ島への攻撃が開始されたが、輸送船団はイギリス艦隊に襲われ上陸できず、空挺部隊が投入された。軽装備の空挺部隊は死者5,700人と言う大損害を出したが、5月29日クレタ島を制圧した。

## その後
ギリシャ、ユーゴスラビア両政府は亡命政府となって抗戦を継続したが、イギリスの主戦場は北アフリカに移っており、1944年10月の連合国軍のギリシャ上陸まで、バルカン半島において枢軸国と戦うのは各国のパルチザンが主体であった。アルバニアやユーゴスラビアはほとんどパルチザンによる国土解放がなされた結果、両国は戦後構造においても独自色を持つことになる。同様にギリシャでもパルチザンが台頭し、帰国した王国政府とギリシャ内戦を繰り広げることとなる。

## 影響
バルバロッサ作戦は5月中旬開始の予定だったが、不安定化したバルカン半島に介入する為に6月下旬へ延期された。この一ヵ月の遅れと、例年より早い冬将軍の到来は、ドイツ軍のモスクワ攻略が困難となる一因となった。ただし、そもそも対ソ戦自体が成功の見込みが薄い計画であった事に留意せねばならず、これをもって対ソ戦の趨勢が決したと考えるのは無理がある（バルバロッサ作戦を参照）。

## 作品

### 映画
- 『ナバロンの要塞』（J・リー・トンプソン監督、1961年　出演：グレゴリー・ペック、デヴィッド・ニーヴン他）
  - 『ナバロンの嵐』（ガイ・ハミルトン監督、1978年　出演：ロバート・ショウ、ハリソン・フォード他）
- 『ネレトバの戦い』（ヴェリコ・ブライーチ監督、1969年　出演：ユル・ブリンナー、オーソン・ウェルズ他）
- 『旅芸人の記録』（テオ・アンゲロプロス監督、1975年　出演：エヴァ・コタマニドゥ、ペトロス・ザルカディス他）
- 『コレリ大尉のマンドリン』（ジョン・マッデン監督、2001年　出演：ニコラス・ケイジ、ペネロペ・クルス他）

### 漫画
- 坂口尚『石の花』

### ゲーム
- コマンドマガジン日本版第18号『バルカン電撃侵攻戦』国際通信社